# ناحیه راکبریج، شهرستان گرین، ایلینوی
ناحیه راکبریج (به انگلیسی: Rockbridge Township) یک منطقهٔ مسکونی در ایالات متحده آمریکا است که در شهرستان گرین، ایلینوی واقع شده‌است. ناحیه راکبریج ۱۵۷ متر بالاتر از سطح دریا واقع شده‌است.